# Лудвиг I (Лигниц)
Лудвиг I фон Лигниц-Бриг (на немски: Ludwig I, Hercog von Brieg; „der Schöne“, „der Weise“; * между 1313 и 1321; † между 6 декември 1398 и 23 декември 1398) е 1342 – 1345 г. заедно с брат си Венцел I херцог на Лигниц, 1348 – 1381 г. херцог на Любен в Лигниц, 1348 – 1398 г. херцог на Олау/Олава и 1368 – 1398 г. херцог на Бриг/Бжег в Полша. Той е от рода на Силезийските Пясти.

## Живот
Син е на херцог Болеслав III от Силезия-Бриг-Лигниц (1291 – 1352) и Маргарета от Бохемия (1296 – 1322), дъщеря на полския крал Вацлав II (1271 – 1305) и Гута Хабсбургска (1271 – 1297), дъщеря на германския император Рудолф I († 1291). Брат е на граф Венцел I (Венцеслаус) фон Лигниц († 1364), баща на два епископа.
Лудвиг I се жени между 18 ноември 1341 и 1345 г. за Агнес фон Глогау (* между 1312/1321; † 6 юли 1362), внучка на бохемския крал Вацлав II, дъщеря на херцог Хайнрих IV от Силезия-Глогау († 1342) и Мехтилд фон Бранденбург († 1325/1329), наследничка на Долна Лужица, дъщеря на маркграф Херман III „Дългия“ фон Бранденбург († 1308) и Анна фон Хабсбург († 1327), дъщеря на римско-немски крал Албрехт I.
През 1342 г. баща му оставя на двамата си сина Лудвиг I и Венцел I финансово задълженото Херцогство Лигниц. Първите три години двамата братя управляват заедно, Венцел остава без наследник и подарява голяма част от Лигниц на Лудвиг. След една година братята имат проблеми. Венцел очаква дете и иска през 1346 г. да анулира договора.
Между 1349 и 1350 г. Лудвиг прави поклонническо пътуване до Рим. След смъртта на баща му през 1352 г. Лудвиг решава чрез война, която трае пет години, да разреши конфликтите с брат му. Лудвиг е победител. На 23 юли 1359 г. се подписва договор. Венцел I умира на 2 юни 1364 г. и оставя четирима непълнолетни сина. Лудвиг поема регентството до 1373 г. (в началото заедно със снаха му Анна фон Силезия до 1367). Той има талант да управлява и подобрява финансите на Лигниц и завладява обратно половината от Херцогство Бриг-Олава, загубени от брат му, и купува градове (1373, 1392 – 1395).
Лудвиг участва активно във външната политика. На 21 май 1379 г. той и племенника му епископ Венцел II посещават бохемския крал Вацлав IV (избран римско-германски крал).
Лудвиг I помага много на изкуството и писането. По негово нареждане каноникът на Бриг Петер фон Пичен пише през 1385 г. „Chronica principum Poloniae“ („Хроника на князете на Полша“). В нейната първа част се разказва за историята на Пястите.
В първата му град-резиденция Любен Лудвиг I строи на двореца и построява дворцова капела, в която са показани Лудвиг I и съпругата му Агнес като дарители. В Бриг той създава „църквата Хедвиг“ с манастир и градската църква „Св. Николай“, която е завършена след смъртта му.

## Деца
Лудвиг I и Агнес фон Глогау имат три дъщери и двама сина:
- Маргарета фон Бриг (* 1342 или 1343; † 26 февруари 1386, Хага), омъжена на 19 юли 1353 г. в Пасау за херцог Албрехт I Баварски (* 25 юли 1336; † 13 декември 1404), син на император Лудвиг IV Баварски (1282 – 1347)
- Хайнрих VIII (* 1344; † 11 юли 1399), херцог на Любен (в Лигниц) (1381 – 1399) и Бриг/Бжег (1398 – 1399), женен I. 1368/1369 г. за Хелена фон Орламюнде († 19 юни 1369), II. юли 1379 г. за Маргарета фон Мазовия (* 1358; † 14 май 1388/4 април 1396)
- Катарина (* между 1344/1346; † между 10 април 1404/4 май 1405), абатиса на Требниц (1372 – 1404)
- Венцел фон Бриг (* между 1344/13516; † сл. 15 септември 1358)
- Ядвига фон Бриг (* ок. 1349; † между 30 януари 1385/1396), омъжена ок. 1366 г. за херцог Ханус II фон Аушвиц (* ок. 1320; † 19 февруари 1376)